# Júlia Payola
Júlia Payola (* 7. Januar 1998) ist eine ehemalige spanische Tennisspielerin.

## Karriere
Payola begann mit sechs Jahren das Tennisspielen und spielte vor allem auf der ITF Women’s World Tennis Tour, wo sie drei Titel im Einzel gewinnen konnte.
Verletzungsbedingt beendete sie im Dezember 2021 im Alter von 23 Jahren ihre Profikarriere.

## Turniersiege

### Einzel
| Nr. | Datum             | Turnier   | Kategorie   | Belag   | Finalgegnerin      | Ergebnis       |
| --- | ----------------- | --------- | ----------- | ------- | ------------------ | -------------- |
| 1.  | 1. März 2014      | Palmanova | ITF $10.000 | Sand    | Inés Ferrer Suárez | 7:5, 6:4       |
| 2.  | 16. Dezember 2018 | Solarino  | ITF $15.000 | Teppich | Jelena Simić       | 6:2, 2:6, 7:64 |
| 3.  | 10. Februar 2019  | Palmanova | ITF W15     | Sand    | Laura Pigossi      | 6:2, 6:4       |